# Nemətabad
Nemətabad è un comune dell'Azerbaigian situato nel distretto di Yevlax. Conta una popolazione di 2 062 abitanti.